# Ferrugem

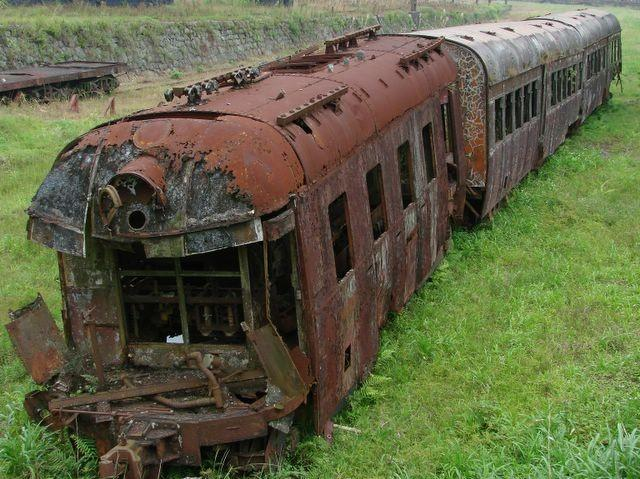
Vagões de um trem abandonado sendo deteriorados por ferrugem em Paranapiacaba, Brasil.

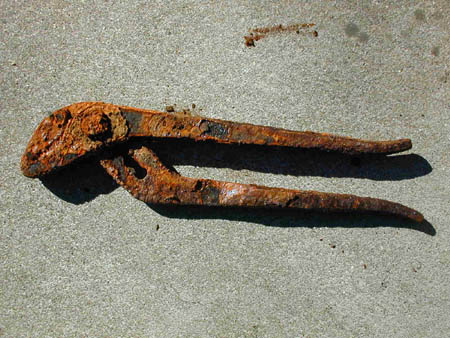
Alicate enferrujado.

A ferrugem é o resultado da oxidação do ferro. Este metal em contato com o oxigênio presente na água e no ar se oxida e desta reação surge a ferrugem que deteriora pouco a pouco o material original.
Para evitar que as máquinas, ferramentas e demais objetos feitos de ferro se decomponham por causa da oxidação é necessário evitar que o entrem em contato com o oxigênio, o que pode ser obtido através da pintura, ou cobertura da superfície de ferro com óleo ou outras substâncias lubrificantes, ou ainda através da mistura com metais de sacrifício.

## Oxidação e redução
Na formação da ferrugem, ocorre a oxidação do ferro e redução do oxigênio. A soma das duas equações leva à equação geral da formação da ferrugem:
Fe(s) → Fe2+ + 2e- (oxidação do ferro)
O2 + 2H2O + 4e- → 4OH- (redução do oxigênio)
2Fe + O2 + 2H2O → 2Fe(OH)2 (equação geral da formação da ferrugem)
Geralmente o Fe(OH)2 (hidróxido de ferro II) é oxidado a Fe(OH)3 (hidróxido de ferro III), que é muitas vezes representado por Fe2O3 . 3H2O. Em regiões litorâneas ocorre a ferrugem com maior frequência devido a alta concentração de vapor d'água e oxigênio (um objeto de ferro submerso em água tende a se oxidar (enferrujar) menos que um objeto em contato constante com vapor d'água).

## Metal de sacrifício
Metal de sacrifício ou ânodo de sacrifício é qualquer metal utilizado em estruturas submetidas a ambientes oxidantes, com o objetivo de ser oxidado em seu lugar. Esse metal deve possuir menor poder de redução do que o material utilizado na estrutura, para que possa ser "sacrificado" e protegê-la. O zinco e o magnésio são metais comumente utilizados com esse objetivo.[1] A utilização de um metal de sacrifício é um método de proteção catódica.